# Tipula (Acutipula) saitamae
Tipula (Acutipula) saitamae is een tweevleugelige uit de familie langpootmuggen (Tipulidae). De soort komt voor in het Palearctisch gebied.